# Liste der Naturdenkmale in Attenweiler
| Naturdenkmale | Anzahl |
| ------------- | ------ |
| FND           | 1      |
| END           | 0      |
| Gesamt        | 1      |

Die Liste der Naturdenkmale in Attenweiler nennt die verordneten Naturdenkmale (ND) der im baden-württembergischen Landkreis Biberach liegenden Gemeinde Attenweiler. In Attenweiler gibt es insgesamt ein als Naturdenkmal geschütztes Objekt, es handelt sich um ein flächenhaftes Naturdenkmal (FND), es gibt kein Einzelgebilde-Naturdenkmal (END).
Stand: 31. Oktober 2016.

## Flächenhafte Naturdenkmale (FND)
| Name                     | Bild | Kennung     | Einzelheiten             | Position | Fläche Hektar | Datum         |
| ------------------------ | ---- | ----------- | ------------------------ | -------- | ------------- | ------------- |
| Mühlhauser Bach          | BW   | 84250910022 | Oberstadion, Attenweiler | ⊙        | 0,5           | 27. Sep. 1999 |
| Legende für Naturdenkmal |      |             |                          |          |               |               |